# 鈴宮早織
鈴宮 早織（すずみや さおり、1月28日 - ）は、日本の女性声優。兵庫県出身。アクセント所属。

## 経歴
映像テクノアカデミア卒業。以前はぷろだくしょんバオバブに所属していた。
2018年1月に日本初放送となるディズニーのドラマシリーズ『アンディ・マック』で主人公のアンディ役に抜擢された。

## 人物
中学時代は吹奏楽部であり、特技にトランペットを挙げている。趣味はポストカード集め、写真。

## 出演
太字はメインキャラクター。

### テレビアニメ
- バジリスク 〜桜花忍法帖〜（2018年、国千代、母）
- バミューダトライアングル 〜カラフル・パストラーレ〜（2019年、村人）
- 呪術廻戦（2021年、アナウンサー、女子生徒）
- SCARLET NEXUS（信者）
- ビックリメン（2023年、部員C）

### Webアニメ
- SAND LAND: THE SERIES（2024年、サンドランド国民、フォレストランド国民）

### ゲーム
- ニード・フォー・スピード ヒート

### 吹き替え

#### 映画
- 愛と青春の旅だち ※VOD版
- ガーディアンズ 呪われた地下宮殿（英語版）（イン）
- クロッシング・マインド 消えない銃声（リリー・グリーン〈ケイトリン・デヴァー〉）
- search/サーチ
- シークレット・ソサエティ 〜王家第二子 秘密結社〜（サム / プリンセス・サンタナ〈ペイトン・エリザベス・リー〉）
- 終未へのカウントダウン（クロエ・マードック〈ベサン・リードリー（英語版）〉）
- 長く熱い週末
- ブロンズ! 私の銅メダル人生（ヘイリー・ルー・リチャードソン）

#### ドラマ
- アウトキャスト
- アンディ・マック（アンディ・マック〈ペイトン・エリザベス・リー〉）
- うわさのツインズ リブとマディ
- NCIS:LA 〜極秘潜入捜査班
- NCIS: ニューオーリンズ2
- NCIS 〜ネイビー犯罪捜査班10
- エレメンタリー ホームズ&ワトソン in NY
- クイーン・メアリー 愛と欲望の王宮
- スーパーナチュラル シーズン10
- ストライクバック3:極秘ミッション
- セックス・エデュケーション（タニヤ）
- チェサピーク海岸
- ティーン・ウルフ4、5
- とび蹴りアチョ〜ズ
- トリンケット 〜小さな宝物〜
- 二人の王女
- ノーリミット（英語版） シーズン3
- ハイ・ライフ（メアリー）
- ブラック・ミラー
- ブログ犬 スタン
- レバレッジ 〜詐欺師たちの流儀 シーズン5

#### テレビ番組
- フリンチ: 怯んだら負け!

#### アニメ
- クリエイティブ・ギャラクシー（英語版）（アニー）